# قهرمانی جودو جهان ۱۹۹۳
قهرمانی جودو جهان ۱۹۹۳ بیست و یکمین دوره از رقابت‌های قهرمانی جهان می‌باشد که از ۳۰ سپتامبر تا ۱ اکتبر ۱۹۹۳ در همیلتون، کانادا برگزار گردید.

## خلاصه مدال‌ها

### مردان
| رویداد | طلا               | نقره              | برنز                                 |
| ۶۰ ک‌گ  | Ryuji Sonoda      | ناظم حسینوف       | Richard Trautmann گیورگی وازاگاشویلی |
| ۶۵ ک‌گ  | Yukimasa Nakamura | Eric Born         | Sergei Kosmynin اودو کئیلمالتس       |
| ۷۱ ک‌گ  | Chung Hoon        | Bertalan Hajtós   | روگیرو سامپایو Daisuke Hideshima     |
| ۷۸ ک‌گ  | جون کی-یونگ       | هیدهیکو یوشیدا    | Jason Morris Darcel Yandzi           |
| ۸۶ ک‌گ  | Yoshio Nakamura   | Nicolas Gill      | Adrian Croitoru León Villar          |
| ۹۵ ک‌گ  | آنتال کوواچ       | آورلو میگل        | Marc Meiling استفانی ترنو            |
| ۹۵+ ک‌گ | داوید دیه         | داوید خاخالیشویلی | Sergei Kosorotov Frank Möller        |
| آزاد   | Rafał Kubacki     | Henry Stohr       | داوید خاخالیشویلی نائویا اوگاوا      |

### زنان
| رویداد | طلا                | نقره             | برنز                                     |
| ۴۸ ک‌گ  | ریوکو تانی         | Li Aiyue         | Joyce Heron Giovanna Tortora             |
| ۵۲ ک‌گ  | لنیا بردسیا        | آلمودنا مونیوس   | سسیل نواک Wakaba Suzuki                  |
| ۵۶ ک‌گ  | Nicola Fairbrother | Chiyori Tateno   | Jessica Gal دریولیس گونسالس              |
| ۶۱ ک‌گ  | خلأ فاندکاویه      | یائل آراد        | Diane Bell Ileana Beltrán                |
| ۶۶ ک‌گ  | چو مین-سون         | Liliko Ogasawara | اودالیس روه Di Zhang                     |
| ۷۲ ک‌گ  | Leng Chunhui       | Kate Howey       | Victoria Kazounina کیم ما-جونگ (جودوکار) |
| ۷۲+ ک‌گ | Johanna Hagn       | نوریکو آنو       | Svetlana Goundarenko Monique van der Lee |
| آزاد   | Beata Maksymow     | آنژلیک شریشه     | Moon Ji-yoon Ying Zhang                  |

## جدول مدال‌ها
| رتبه            | کشور                | طلا | نقره | برنز | مجموع |
| --------------- | ------------------- | --- | ---- | ---- | ----- |
| ۱               | ژاپن                | ۴   | ۳    | ۳    | ۱۰    |
| ۲               | کرهٔ جنوبی           | ۳   | ۰    | ۲    | ۵     |
| ۳               | لهستان              | ۲   | ۰    | ۰    | ۲     |
| ۴               | آلمان               | ۱   | ۱    | ۴    | ۶     |
| ۵               | بریتانیای کبیر      | ۱   | ۱    | ۲    | ۴     |
| ۵               | چین                 | ۱   | ۱    | ۲    | ۴     |
| ۷               | مجارستان            | ۱   | ۱    | ۰    | ۲     |
| ۸               | فرانسه              | ۱   | ۰    | ۳    | ۴     |
| ۸               | کوبا                | ۱   | ۰    | ۳    | ۴     |
| ۱۰              | بلژیک               | ۱   | ۰    | ۰    | ۱     |
| ۱۱              | هلند                | ۰   | ۱    | ۲    | ۳     |
| ۱۱              | گرجستان             | ۰   | ۱    | ۲    | ۳     |
| ۱۳              | اسپانیا             | ۰   | ۱    | ۱    | ۲     |
| ۱۳              | ایالات متحده آمریکا | ۰   | ۱    | ۱    | ۲     |
| ۱۳              | برزیل               | ۰   | ۱    | ۱    | ۲     |
| ۱۶              | آذربایجان           | ۰   | ۱    | ۰    | ۱     |
| ۱۶              | اسرائیل             | ۰   | ۱    | ۰    | ۱     |
| ۱۶              | سوئیس               | ۰   | ۱    | ۰    | ۱     |
| ۱۶              | کانادا              | ۰   | ۱    | ۰    | ۱     |
| ۲۰              | روسیه               | ۰   | ۰    | ۴    | ۴     |
| ۲۱              | ایتالیا             | ۰   | ۰    | ۱    | ۱     |
| ۲۱              | رومانی              | ۰   | ۰    | ۱    | ۱     |
| مجموع (۲۲ کشور) | مجموع (۲۲ کشور)     | ۱۶  | ۱۶   | ۳۲   | ۶۴    |